# Queqiao
Queqiao (kinesiska: 鹊桥; pinyin: Quèqiáo) är en kinesisk rymdsond som sköts upp med en Long March 4C-raket från Xichangs satellituppskjutningscenter den 20 maj 2018. Den gick in i omloppsbana runt Lagrangepunkt L2 i systemet Jorden-Månen den 14 juni 2018.
Rymdsondens huvuduppgift är att från sin omloppsbana runt L2 fungera som kommunikationsrelä mellan den kinesiska rymdsonden Chang'e 4 och Jorden. Chang'e 4 beräknades landa på månens baksida i början av 2019.